# Franz Polak
Franz Polak, někdy též Franz Pollak (7. října 1834 Český Krumlov – 9. listopadu 1893 Český Krumlov), byl krumlovský poštmistr a první doložený fotograf v Českém Krumlově. Jeho fotografie spadají do období přelomu šedesátých a sedmdesátých let 19. století.

## Život
Narodil se v roce 1834 v rodině krumlovského poštmistra. Podle svědectví ředitele českokrumlovského panství Emanuela Peschla: „... otec Franze Polaka roznášel po Krumlově poštu, v čemž mu pomáhal jeho syn, jenž se vyučil té podivuhodné novince – fotografování.“ Fotografický ateliér měl pravděpodobně v domě č. p. 28 Radniční ulici, kde rodina bydlela.
Na přelomu šedesátých a sedmdesátých se věnoval fotografii a vytvořil soubor vedut, krajin a portrétů mimořádné historické hodnoty.
V roce 1871 zemřel jeho otec a Franz převzal poštmistrovskou funkci. Poté omezil a nakonec ukončil svou fotografickou činnost. Poslední Polakovou fotografií u které je uvedeno datum vzniku je portrét lesního adjunkta Ludvíka Schomausche z roku 1880.

## Fotografie
Používal techniku kalotypie (papírové negativy). Tematicky se věnoval portrétní a místopisné fotografii. K jeho nejstarším snímkům, které lze přesně datovat díky zaznamenaným událostem, patří požár knížecího pivovaru v Krumlově v roce 1869 a stavba domu č. p. 101 v Radniční ulici, která proběhla v letech 1867-1869. Tyto a další veduty Krumlova dokumentují jeho stav před stavebním rozmachem koncem 19. a začátkem 20. století.
Pro šlechtický rod Buquoyů zhotovil přibližně mezi léty 1868 a 1873 soubor fotografií Buquoyského panství, které obsahují aranžované skupinové fotografie členů rodiny v interiérech i v exteriérech, dokumentaci jednotlivých objektů včetně jejich stavebních úprav (zámky Rožmberk a Nové Hrady a další nemovitosti náležející rodu Buquoyů), podobenky knížecích zaměstnanců, ateliérové skupinové fotografie, fotografie krajiny i reprodukce obrazů Rudolfa von Alta. Z charakteru portrétních fotografií lze usuzovat, že Polak měl v Krumlově vlastní portrétní ateliér. Jeho existence ani poloha ale není doložena.
Počátkem sedmdesátých let věnoval Polak album fotografií z Českého Krumlova a okolí kněžně Eleonoře Schwarzenberkové, roz. Liechtensteinové (1812–1873).

### Krajiny a veduty
Polakova krajinářská tvorba zobrazuje například tato místa: Stožec, Vyšší Brod, Rožmberk nad Vltavou, Hluboká nad Vltavou, Český Krumlov či Nové Hrady. Tyto fotografie vznikly v období 1868-1875.
Jeho fotografie vedut a krajin mají unikátní historickou a dokumentární hodnotu a moderní technologií navazují na předešlé dílo dvorního Schwarzenberského malíře Franze Ferdinanda Runka (1764–1834).

## Galerie

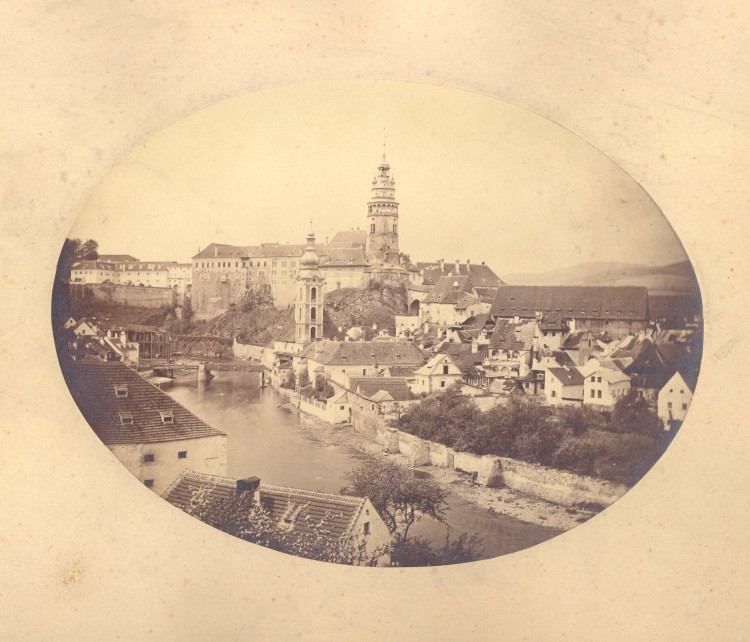
Pohled na Český Krumlov, asi 1867
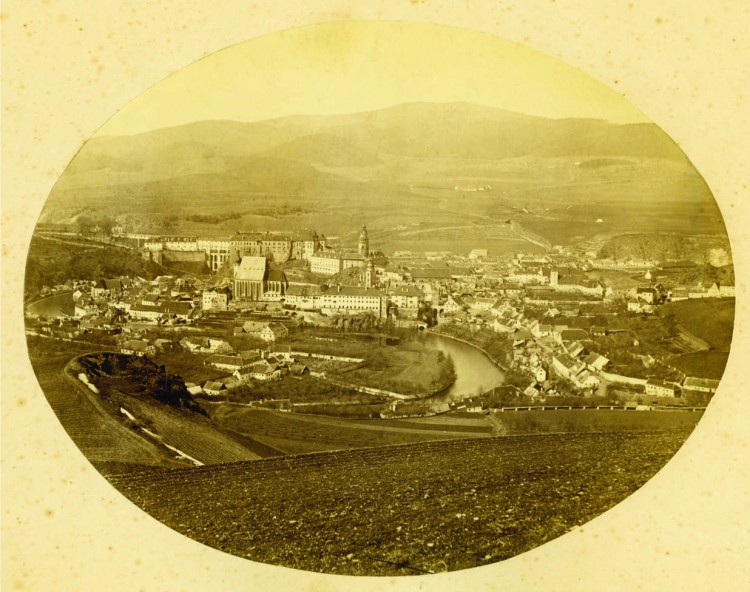
Pohled na Český Krumlov z Křížové hory, asi 1870
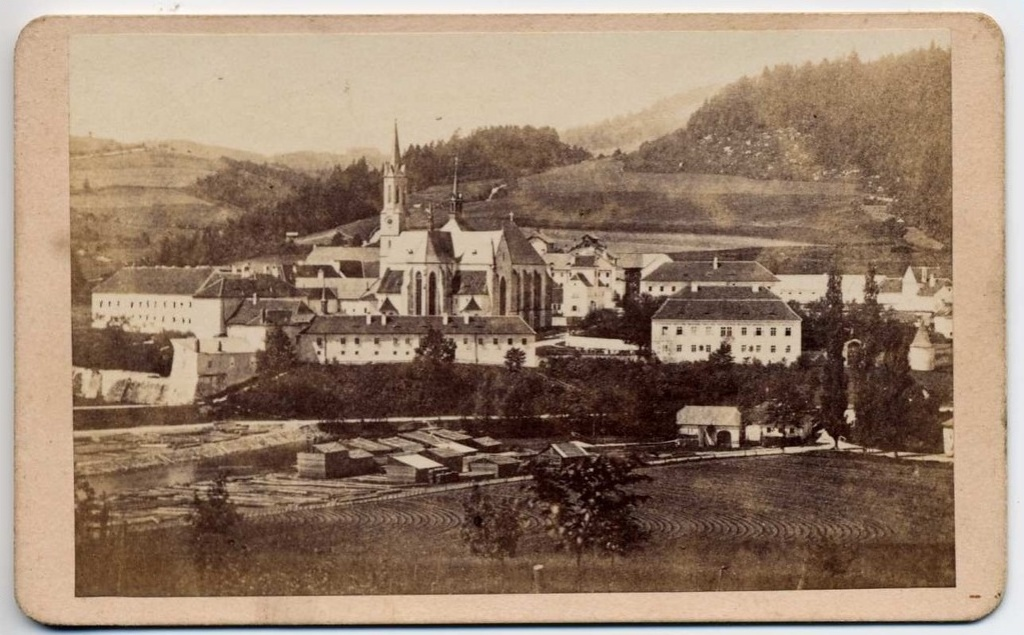
Klášter Vyšší Brod, kolem roku 1870
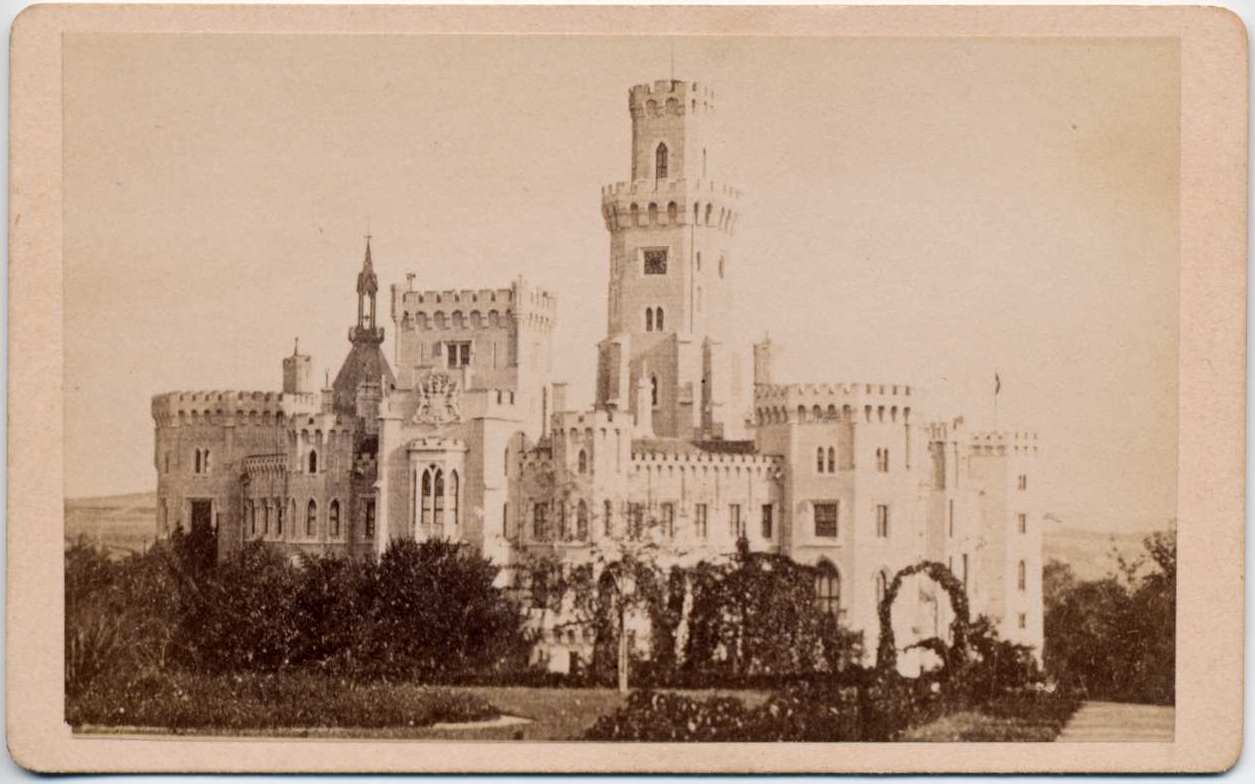
Zámek Hluboká, kolem roku 1870